# Pierre-Alain Menneron
Pierre-Alain Menneron, né le 6 avril 1975 à Orléans, est un bobeur français. Il participe aux Jeux olympiques d'hiver de 2006 à Turin (Italie) dans l'épreuve du bob à quatre. Il est pousseur droit.